# Aconitum heterophyllum
Aconitum heterophyllum là một loài thực vật có hoa trong họ Mao lương. Loài này được Wall. ex Royle mô tả khoa học đầu tiên năm 1834.